# 38 Minutes of Life
38 Minutes of Life (pierwsze wydanie z błędem ortograficznym 38 Minuts of Life) to pierwszy album koncertowy grupy muzycznej Kat. Wydawnictwo ukazało się w 1987 r. nakładem wydawnictwa muzycznego PolJazz i zawierało nagrania zrealizowane podczas koncertu poprzedzającego grupę Metallica. W 1994 i 2006 r. nakładem Metal Mind Productions ukazała się reedycja albumu, ta ostatnia zawierała jako bonus teledyski do utworów „Wyrocznia” i „Masz Mnie Wampirze”.

## Lista utworów
Opracowano na podstawie materiału źródłowego.
| Nr | Tytuł utworu           | Muzyka i słowa                            | Długość |
| -- | ---------------------- | ----------------------------------------- | ------- |
| 1. | „Intro”                |                                           | 1:22    |
| 2. | „Czarne Zastępy”       | Loth, Luczyk, Kostrzewski, Jaguś, Mrowiec | 3:12    |
| 3. | „Diabelski Dom Cz. II” | Loth, Luczyk, Kostrzewski, Jaguś          | 4:39    |
| 4. | „Mag-sex”              | Luczyk, Kostrzewski                       | 6:01    |
| 5. | „Morderca”             | Loth, Luczyk, Kostrzewski, Jaguś, Mrowiec | 2:56    |
| 6. | „Wyrocznia”            | Loth, Luczyk, Kostrzewski, Jaguś, Mrowiec | 3:32    |
| 7. | „Głos Z Ciemności”     | Loth, Luczyk, Kostrzewski                 | 5:32    |
| 8. | „Masz Mnie Wampirze”   | Loth, Luczyk, Kostrzewski, Jaguś, Mrowiec | 4:24    |
| 9. | „Porwany Obłędem”      | Luczyk, Kostrzewski                       | 3:52    |
|    |                        |                                           | 35:30   |

| Utwory dodatkowe | Utwory dodatkowe                  | Utwory dodatkowe                               | Utwory dodatkowe |
| Nr               | Tytuł utworu                      | Muzyka i słowa                                 | Długość          |
| ---------------- | --------------------------------- | ---------------------------------------------- | ---------------- |
| 1.               | „Dziewczyna W Cierniowej Koronie” | Loth, Luczyk, Kostrzewski, Jaguś               | 4:24             |
| 2.               | „Noce Szatana”                    | Loth, Luczyk, Lor, Kostrzewski, Jaguś, Mrowiec | 3:52             |
|                  |                                   |                                                | 8:16             |

| Materiał dodatkowy - teledyski | Materiał dodatkowy - teledyski | Materiał dodatkowy - teledyski            | Materiał dodatkowy - teledyski |
| Nr                             | Tytuł utworu                   | Muzyka i słowa                            | Długość                        |
| ------------------------------ | ------------------------------ | ----------------------------------------- | ------------------------------ |
| 1.                             | „Wyrocznia”                    | Loth, Luczyk, Kostrzewski, Jaguś, Mrowiec | 3:37                           |
| 2.                             | „Masz Mnie Wampirze”           | Loth, Luczyk, Kostrzewski, Jaguś, Mrowiec | 2:43                           |
|                                |                                |                                           | 6:20                           |

## Twórcy
Opracowano na podstawie materiału źródłowego.

- Roman Kostrzewski – wokal prowadzący, oprawa graficzna
- Ireneusz Loth – perkusja
- Piotr Luczyk – gitara rytmiczna, gitara prowadząca, wokal wspierający
- Tomasz Jaguś – gitara basowa, wokal wspierający
- Andrzej Wolski – oprawa graficzna
- Tomasz Dziubiński – oprawa graficzna, kierownik produkcji
- Wojciech Łuka – oprawa graficzna
- Janusz Laskowski – realizacja nagrań, reżyseria nagrań
- Mirosław Wróblewski – reżyseria nagrań
- Andrzej Puczyński – miksowanie
- Jerzy Mykietyn – zdjęcia
- Maciej Głowaczewski – zdjęcia
- Mirosław Makowski – zdjęcia